# Olivet (Míchigan)
Olivet es una ciudad ubicada en el condado de Eaton en el estado estadounidense de Míchigan. En el Censo de 2010 tenía una población de 1605 habitantes y una densidad poblacional de 606,95 personas por km².

## Geografía
Olivet se encuentra ubicada en las coordenadas 42°26′35″N 84°55′49″O / 42.44306, -84.93028. Según la Oficina del Censo de los Estados Unidos, Olivet tiene una superficie total de 2.64 km², de la cual 2.64 km² corresponden a tierra firme y (0.1%) 0 km² es agua.

## Demografía
Según el censo de 2010, había 1605 personas residiendo en Olivet. La densidad de población era de 606,95 hab./km². De los 1605 habitantes, Olivet estaba compuesto por el 89.84% blancos, el 6.79% eran afroamericanos, el 0.19% eran amerindios, el 0.56% eran asiáticos, el 0% eran isleños del Pacífico, el 0.75% eran de otras razas y el 1.87% pertenecían a dos o más razas. Del total de la población el 3.12% eran hispanos o latinos de cualquier raza.